# Арсенал (фільм, 2017)
«Арсенал» (англ. Arsenal) — стрічка 2017 року про гангстера, який намагається врятувати брата, якого викрали. У головних ролях Едріан Греньє, Джон К'юсак та Ніколас Кейдж, який відтворив свою роль з фільму «Смертельне падіння» 1993 року.

## Сюжет
З самого дитинства для Джей Пі його старший брат Майкі захищав молодшого та був для нього прикладом. Але після смерті дядька Майкі зв'язується з Едді Кінгом — кримінальним авторитетом. Більше ніж двадцять років потому Майкл після служби в морській піхоті намагався продати нелегально зброю. Поліцейський Сел повідомляє Джей Пі про можливі проблеми через причетність брата до торгівлі наркотиками. Молодший брат, який одружився з Ліззі та виховує маленьку дитину, зараз співвласник невеликої компанії. Особисте життя Майкла не склалося: після розлучення з Вікі, вона постійно вимагає в нього гроші на виховання спільної дочки Алексіс.
На сімейній вечірці Джей Пі розмовляє з братом про його кримінально діяльність. Майкл розповідає йому про викрадення партії кокаїну з його будинку. Після суперечки старший брат іде до Кінга. Едді вимагає з нього грошей. Наступного дня з Джей Пі вимагають викуп. Він починає діяти, шукати шляхи, щоб зібрати потрібну суму. Сел дізнається, що Расті пограбував Майкі. Проте він не причетний до викрадення. Розмова з барменшею наштовхує на думку про змову Едді та Майкла.
Джей Пі збирає потрібну суму. З розмови з Майклом, він дізнається його місцеперебування. Едді викрадає також Алексіс, після невдалої спроби втечі полоненого. Ліззі благає чоловіка не втручатися в кримінальні війни. Той не слухає її: рятує брата і разом з ним вбиває всіх бандитів. Згодом вся родина збирається на сімейній вечірці.

## У ролях
| Актор             | Роль       |
| ----------------- | ---------- |
| Джон К'юсак       | Сел        |
| Ніколас Кейдж     | Едді Кінг  |
| Едріан Греньє     | Джей Пі    |
| Джонатан Шек      | Майкі      |
| Крістофер Коппола | Бадді Кінг |
| Лідія Галл        | Ліззі      |
| Меган Леонард     | Вікі       |
| Еббі Гейл         | Алексіс    |

## Створення фільму

### Виробництво
Зйомки фільму проходили в Білоксі, Міссісіпі,США.

### Знімальна група
- Кінорежисер — Стівен С. Міллер
- Сценарист — Джейсон Мосберг
- Кінопродюсер — Джордж Фурла
- Композитори — Раян Френкс, Скотт Ніколі
- Кінооператор — Брендон Кокс
- Кіномонтаж — Вінсент Бабайллон
- Художник-постановник — Ніко Вілайвонгс
- Артдиректор — Аарон Ботіста
- Художник-декоратор — Камі Лапрейд
- Художник-костюмер — Рейчел Стрінгфеллов[1]

## Сприйняття
Фільм отримав негативні відгуки. На сайті Rotten Tomatoes оцінка стрічки становить 3 % на основі 30 відгуків від критиків (середня оцінка 3,1/10) і 18 % від глядачів із середньою оцінкою 2,2/5 (267 голосів). Фільму зарахований «гнилий помідор» від кінокритиків та «розсипаний попкорн» від глядачів, Internet Movie Database — 4,0/10 (3 093 голоси), Metacritic — 25/100 (10 відгуків критиків).